# Diritti LGBT in Arabia Saudita
In Arabia Saudita i Diritti LGBT non vengono riconosciuti; l'omosessualità risulta molto spesso essere un argomento tabù e quindi non affrontato all'interno della società: essendo inoltre considerata illegale viene punita con la reclusione, punizioni corporali giudiziarie eseguite in pubblico fino a giungere, nei casi più gravi, alla pena di morte.
Le persone transgender sono generalmente confuse ed equiparate agli omosessuali: sodomia, omosessualità e transessualismo sono considerati crimini e malattie, palesi segni della decadenza ed immoralità che governa l'occidente.
Come affermato da ArabNews: "I diritti dei gay non sono minimamente riconosciuti nel Medio Oriente arabo ed anche la più semplice pubblicazione di qualsiasi materiale atto a promuoverli è severamente bandita".

## Codice penale
Tradizionalmente, il sistema giuridico del paese è per lo più costituito dal prodotto di regi decreti e pareri regali dati al sovrano da magistrati e alte cariche religiose; gran parte della successiva codificazione legale scritta si è venuta a concentrare su argomenti economici e di politica estera. 
I riformisti interni hanno sempre spinto per una "messa su carta" dell'intero apparato giudiziario-legale, ma non vi sembra essere a tutt'oggi una tendenza a pubblicare e tradurre per tutti le leggi penali e civili dello stato.
Liwat-sodomia viene trattato fin dal 1928 dal sistema giudiziario saudita alla stessa stregua del reato di fornicazione, viene pertanto punito alla stessa maniera: se il colpevole è un uomo sposato deve subire la lapidazione fino alla morte; se invece si tratta di uno scapolo la pena ammonta a 100 frustate nella pubblica piazza e l'esilio per un anno: "la sodomia è dimostrata se l'accusato confessa per almeno 4 volte di seguito oppure a seguito della testimonianza di 4 uomini dalla fede provata e sicura. Se vi sono meno di 4 testimoni, o uno di loro non risultasse perfettamente onesto, siano tutti quanti castigati con 80 frustate per calunnia".
Nel 2000 il governo ha riferito di aver condannato ben nove cittadini maschi a lunghe pene detentive per essersi macchiati dei reati di omosessualità e travestitismo; nello stesso anno sono stati anche condannati tre lavoratori provenienti dallo Yemen per molestie sessuali nei confronti di un ragazzino.
Il mattino del 1º gennaio 2002 Ali bin Hittan bin Sa’id, Mohammad bin Suleyman bin Mohammad e Mohammad bin Khalil bin Abdullah sono stati decapitati con una spada per essere stati giudicati colpevoli di "estrema oscenità e turpi atti omosessuali, sposandosi tra loro e molestando i giovani", dopo che a maggio 2001 8 uomini sono stati decapitati con l'accusa di aver stuprato un uomo.
Nel 2005 sono stati condannati alla fustigazione oltre un centinaio di uomini per essersi resi colpevoli di atti omosessuali mentre si trovavano ad una festa privata. Pochi mesi dopo la polizia ha fatto irruzione in un locale a Al-Qatif arrestando cinque uomini con l'accusa di star organizzando un "concorso di bellezza per soli maschi".
Diverse retate effettuate dalla polizia sono state segnalate negli anni 2004-2005, accusando le persone coinvolte di prostituzione, pornografia e per l'appunto di omosessualità. 
Nel 2008 dei lavoratori provenienti dalle Filippine sono stati arrestati con l'accusa di prostituzione maschile ed aver bevuto alcolici
Proteste internazionali provenienti da organizzazioni che si occupano di diritti umani hanno indotto alcuni funzionari dell'ambasciata saudita a Washington a spiegare che nel loro regno la pena di morte si applica solo quando qualcuno sia stato condannato per molestie su minori, violenza sessuale, omicidio o infine per essere attivamente impegnato contro la politica attuata dal sovrano.
Nel 2010 il principe saudita Saud bin Abdulaziz bin Nasser Al Saud, nato nel 1977, è stato accusato dell'omicidio del suo compagno maschio durante una vacanza a Londra ed è stato successivamente condannato al suo ritorno in patria ad una lunga pena detentiva: secondo il giudice procuratore egli utilizzava con regolarità il proprio servitore per ottenere prestazioni sessuali, oltre a pagare anche altri uomini con lo stesso intento.
Un diplomatico saudita gay di nome Ali Ahmad Asseri ha fatto richiesta di asilo politico negli Stati Uniti  dopo che il suo governo è venuto a sapere dei suoi "atti immorali e peccaminosi".

### Diritto alla privacy
La Costituzione del regno non prevede alcun diritto alla privacy: il governo pertanto può, con un semplice ordine del tribunale competente, intercettare comunicazioni private e spiare e pedinare cittadini sospetti.

### Discriminazione e diritti civili
L'Arabia Saudita non prevede leggi contro la discriminazione o i crimini d'odio sulla base dell'orientamento sessuale e dell'identità di genere; qualsiasi difesa legale a favore dei diritti LGBT è proibita e fino ad oggi solo il metropolitano Partito Verde ha pubblicamente sostenuto i diritti civili per le persone LGBT come parte della propria piattaforma politica.
Nessun matrimonio omosessuale, convivenza o unione civile è considerato legale all'interno del territorio nazionale, anzi possono essere utilizzati come prova per avviare un procedimento penale.
Nel 2011 Mirel Rădoi, un giocatore di calcio rumeno che gioca per il club Alhilal è stato multato e sospeso per 2 giornate per aver definito gay il giocatore del Nasr Club Hussein Sulaimani; il commento pubblico è stato ovviamente inteso come un gravissimo insulto.

## Censura
Tutti i temi ritenuti offensivi per la famiglia reale o l'Islam sono sottoposti a rigida censura nei media, i quali includono giornali, riviste, fumetti, pubblicità, film, trasmissioni televisive, pagine web su internet, CD, VHS, DVD, cassette musicali, oltre a tutti i software video installati nei computer venduti all'interno del regno: il divieto include anche le persone che portano dall'estero tali materiali nel paese, anche fossero esclusivamente per uso personale. Per i trasgressori sono previste multe salate fino alla reclusione.
Le sale cinematografiche pubbliche sono state ufficialmente vietate dal 1980 al 2018, gli utenti di Internet vengono bloccati quando cercano d'accedere a pagine web che si occupano di questioni politiche o sociali riguardanti questioni LGBT.
Nel 2001 l'insegnante e drammaturgo saudita Muhammad Al-Suhaimi è stato accusato di promuovere l'omosessualità e al termine del processo condannato al carcere: solo nel 2006 ha ottenuto la grazia ed il permesso di riprendere l'insegnamento.
Nel 2010 un ventisettenne è stato accusato di omosessualità per aver inviato online un suo video scherzoso in cui si denuda parzialmente e finge di flirtare con l'uomo che lo sta filmando: è stato condannato ad un anno di prigione dopo aver subito una durissima fustigazione pubblica.

## Comunità LGBT
Le giovani donne non sposate son generalmente tenute rigorosamente separate dagli uomini single, ciò può a prima vista dare la sensazione superficiale che vi sia un'accettazione nascosta tra questi di omosessualità e bisessualità: la pratica di tenersi per mano o baciarsi sulle guance in pubblico è, per i giovani uomini, un fatto comune in alcune parti del Vicino Oriente e in tutta l'Asia simbolo d'amicizia fraterna e non certo d'omosessualità.
Inoltre, dati i limitatissimi contatti sessuali con le donne prima del matrimonio, anche per i pericoli connessi di aver poi una donna sposata incinta, vi è un certo qual grado di quasi obbligata bisessualità che può coinvolgere sia i maschi che le femmine; vi sono rapporti indicanti che tal forma di situazione bisessuale stia diventando sempre più comune. 
Bar e discoteche sono illegali, anche se nelle principali città si possono trovare seppur nascosti a sguardi indiscreti.
Il Muṭawwiʿa, il "comitato per la propagazione della virtù e la prevenzione del vizio" (ovvero la polizia religiosa), vede nella lotta contro l'omosessualità uno dei suoi principali obiettivi.
Il 15 giugno 2022 le autorità hanno sequestrato diversi giocattoli e abbigliamenti di colore arcobaleno dai negozi di Ryad. Il ministero del Commercio saudita ha specificato che i loro dipendenti hanno confiscato "prodotti che contengono simboli e segni che invitano alla deviazione e contraddicono il buon senso".
Sempre nel 2022 è stato vietato il film Disney Lightyear in quanto presenta una breve sequenza durante la quale assistiamo ad un bacio tra due donne.

## Identità di genere
Il Crossdressing è vietato ai sensi della giurisprudenza islamica ed è quindi illegale. I transessuali non possono ottenere il diritto ad avere il permesso d'effettuar l'operazione di cambio sesso e non sono autorizzati a farlo neanche sui documenti legali: unica eccezione a questa regola viene concessa nei riguardi dell'intersessualità.
Alcune donne saudite hanno l'abitudine di travestirsi da uomini al fine di eludere le restrizioni che devono affrontare quando sono in abiti femminili, ad esempio il divieto di transito in certi luoghi o di entrata in molti edifici pubblici.

## Tabella riassuntiva
| Legalità dell'attività omosessuale                                  | (punibile con: fustigazioni, ergastolo, morte e deportazione. Le persone condannate per due volte devono affrontare l'esecuzione) |
| Pari età del consenso                                               | No |
| Leggi anti-discriminazione nel mondo del lavoro                     | (la discriminazione è incoraggiata, applicata a tutta la comunità LGBT)                                                           |
| Leggi anti-discriminazione nella fornitura di beni e servizi        | (la discriminazione è incoraggiata, applicata a tutta la comunità LGBT)                                                           |
| Leggi anti-discriminazione contro espressioni di odio e di violenza | (la discriminazione è incoraggiata, applicata a tutta la comunità LGBT)                                                           |
| Matrimonio tra persone dello stesso sesso                           | No |
| Riconoscimento delle coppie dello stesso sesso                      | No |
| Adozione da parte di coppie dello stesso sesso                      | No |
| Adozione congiunta                                                  | No |
| Permesso di servire apertamente come gay nelle forze armate         | No |
| Diritto legale di cambiare genere sessuale                          | (i transessuali e i travestiti sono associati all'omosessualità e sono perseguitati come gli omosessuali)                         |
| L'accesso alla fecondazione in vitro per le lesbiche                | No |
| Maternità surrogata commerciale per le coppie maschili gay          | No |
| Permesso di donare il sangue                                        | No |